# ديفيد ميراندا
ديفيد ميراندا (بالبرتغالية: David Miranda‏) هو سياسي برازيلي، ولد في 10 مايو 1985 في ريو دي جانيرو في البرازيل. نشط حزبياً في حزب الاشتراكية والحرية. وقد انتخب النائب الاتحادي لريو دي جانيرو ‏ خلال فترته النيابية ‏ (1 فبراير 2019 – ).

## وصلات خارجية
- ديفيد ميراندا على موقع IMDb (الإنجليزية)